# Рандовталь
Рандовталь (нем. Randowtal) — община в Германии, в земле Бранденбург.
Входит в состав района Уккермарк. Подчиняется управлению Грамцов. Население составляет 1045 человек (на 31 декабря 2010 года). Занимает площадь 63,71 км².
| Год  | Население |
| ---- | --------- |
| 2005 | 1084      |
| 2010 | 1065      |